# Paul Féval fils
Ne doit pas être confondu avec Paul Féval père.
Paul Féval, dit Féval fils, né le 25 janvier 1860 et mort le 17 mars 1933 à Paris, est un écrivain français, fils de Paul Féval.

## Biographie
Il naît à Paris au 69 boulevard Beaumarchais.
À la fin du XIXe siècle et début du XXe, s'inspirant de l'œuvre la plus célèbre de son père, Le Bossu, Paul Féval fils imagina de nouvelles aventures de Lagardère (et de sa descendance), publiant Les Jumeaux de Nevers (1895, avec A. D'Orsay), Les Chevauchées de Lagardère (1909), Mademoiselle de Lagardère (1929), La petite fille du Bossu (1931), puis La Jeunesse du Bossu (1934).
Il s'intéressa aussi aux aventures fantastiques dans Félifax, l'homme-tigre (1929) et sa suite Londres en folie (1930). On doit aussi à Féval fils La Guerre des étoiles, un roman qui n’a rien à voir avec la multi-trilogie du même nom.
Mort au 130 ter boulevard de Clichy, il est inhumé au cimetière du Montparnasse dans le caveau familial.

## Œuvres

### Aventures de la famille Lagardère
- Le Fils de Lagardère (1893, avec A. d'Orsay)
- Les Jumeaux de Nevers (1895, avec A. d'Orsay)
- Le Fils de Lagardère (pièce de théâtre) (1908)
- Les Chevauchées de Lagardère (1909)
- Mariquita (1922)
- Cocardasse et Passepoil (1922-23)
- Mademoiselle de Lagardère (1929)
- La petite fille du Bossu (1931)
- La Jeunesse du Bossu (1934) lire en ligne sur Gallica

Paul Féval fils a été obligé, dans l'édition Geffroy de 1905 du Bossu, de réécrire le dernier chapitre du roman de son père afin de l'adapter à la suite qu'il prévoyait.

### D’Artagnan et Cyrano
- D’Artagnan contre Cyrano (Le chevalier Mystère, Martyre de Reine, Le secret de la Bastille, L'héritage de Buckingham) (avec M. Lassez, 4 tomes, 1925) lire en ligne sur Gallica
- D’Artagnan et Cyrano réconciliés (Secret d'Etat, L'évasion du masque de fer, Les noces de Cyrano) (avec M. Lassez, 3 tomes, 1928)
- Exploits de Cyrano (Le démon de bravoure, Le chevalier des dames, Pour sauver Roxane) 1932
- Le fils de d’Artagnan (1914)
- La vieillesse d’Athos (1930)

### Les Mystères de demain
- Les Fiancés de l'an 2000 (avec H.-J. Magog, Ferenczi, 1922)
- Le Monde des damnés (avec H.-J. Magog, Ferenczi, 1923)
- Le Réveil d'Atlantide (avec H.-J. Magog, Ferenczi, 1923)
- L'Humanité enchaînée (avec H.-J. Magog, Ferenczi, 1923)
- Le Faiseur de folles (avec H.-J. Magog, Ferenczi, 1924)

H.-J. Magog aurait écrit seul un sixième tome, Le Poison du monde, mais en réalité ce dernier ne fait pas partie de la série.

### Cœur d'amour
- Cœur d'amour I : Les mignons du roi (1923)
- Cœur d'amour II : La trinité diabolique (1923)
- Cœur d'amour III. L'homme au visage volé (1924) lire en ligne sur Gallica
- Cœur d'amour IV : L'Éborgnade (1925) lire en ligne sur Gallica

### Les aventures deFélifax
- Félifax, l'homme-tigre (1929)
- Londres en folie (1930)

### Autres œuvres
- Le dernier Laird : la providence du camp (1885-1895)
- Nouvelles (1890) lire en ligne sur Gallica
- Maria Laura (1891)
- Chantepie (1896) coécrit avec Théodore Botrel
- Le faux frère  2 t. (1899) lire en ligne sur Gallica
- Mam'zelle Flamberge (1911)
- Les amants de l'au-delà (1927) lire en ligne sur Gallica
- Les vampires de la mer (1929)
- La Guerre des étoiles (1929)
- La lumière bleue (1930) coécrit avec Henri Boo-Silhen[2]
- La vendéenne (roman posthume, 1950)
- Aventurières (roman posthume, 1953)

## Évocations dans les arts
Le personnage de Félifax intervient dans la bande-dessinée La Brigade chimérique (2009-2010), qui convoque différentes figures de super-héros de la littérature populaire d'avant-guerre.

### Adaptation
Le Fils de Lagardère (Il figlio di Lagardere, 1952), film (franco-)italien de Fernando Cerchio (avec Rossano Brazzi).

### Éditions des œuvres de Paul Féval fils
- Paul Féval père et fils, Le Roman de Lagardère, Omnibus, 1991
- Paul Féval fils, D'Artagnan et Cyrano, Omnibus, 2002

### Études
- Paul Féval, 1816-1887 (Catalogue d'exposition), Bibliothèque municipale de Rennes, 1987, 148 p. (ISBN 9782906039032, lire en ligne).
- Sarah Mombert, Le roman populaire en question(s), Limoges, Pulim, 1997
- Guy Costes et Joseph Altairac (préf. Gérard Klein), Rétrofictions : encyclopédie de la conjecture romanesque rationnelle francophone, de Rabelais à Barjavel, 1532-1951, t. 1 : lettres A à L, t. 2 : lettres M à Z, Amiens / Paris, Encrage / Les Belles Lettres, coll. « Interface » (no 5), 2018, 2458 p. (ISBN 978-2-25144-851-0).